# José Darregueira
José De Darregueyra (Moquegua, Virreinato del Perú, 27 de enero de 1771 - 1 de mayo de 1817) fue un hombre de estado y abogado de origen peruano que desempeñó sus funciones en Argentina. Fue diputado en el Congreso de Tucumán del 9 de julio de 1816, el cual declaró la Independencia Argentina.

## Vida política
Muy joven se trasladó con sus padres a la ciudad de Buenos Aires, donde estudió en el Real Colegio de San Carlos; entre sus profesores estuvo Pedro Miguel Aráoz, que sería diputado del Congreso de Tucumán. Se recibió de Doctor en Leyes en la Universidad de Chuquisaca en 1794. Desde 1800 fue ministro de defensa fiscal de la Real Hacienda en Potosí, fuente aún entonces de los principales ingresos del Imperio Español; más tarde trabajó como oidor en la Real Audiencia de Charcas.
En 1795 Darragueira regresó a Buenos Aires, donde fue socio en el estudio de abogado de Vicente Anastasio Echevarría, y fue uno de los artífices de la Revolución de Mayo, participando en los encuentros previos a la revolución, en casa de Nicolás Rodríguez Peña e Hipólito Vieytes, junto con otros patriotas como Juan José Castelli, Manuel Belgrano, Rodríguez Peña o Juan José Paso. En el Cabildo abierto del día 22 de mayo, votó en contra de la permanencia de Cisneros en el poder. Cuando los miembros de la Real Audiencia de Buenos Aires fueron expulsados por realistas, fue nombrado oidor de la misma por la Primera Junta.
Escribió algunos artículos en la Gazeta de Buenos Ayres, el periódico oficial, y apoyó la Revolución del 5 y 6 de abril de 1811, por la que el poder pasó al grupo dirigido por el presidente de la Junta, Cornelio Saavedra. Eso le valió el destierro cuando, a fines de ese año, la Junta Grande fue disuelta. Estuvo confinado en Luján y posteriormente en su chacra de San Isidro.
Se unió a la Logia Lautaro, dirigida por Carlos María de Alvear, y este lo designó en 1815 para integrar la cámara de apelaciones.
Fue elegido para integrar el Congreso de Tucumán en nombre de Buenos Aires; fue uno de los electores de Juan Martín de Pueyrredón para el cargo de Director Supremo de las Provincias Unidas del Río de la Plata, y posteriormente fue uno de los firmantes de la Declaración de independencia de la Argentina.
Durante las sesiones posteriores, se mostró como un defensor irreductible del unitarismo, y promovió toda clase de acusaciones contra José Moldes y contra los diputados por la Provincia de Córdoba, Miguel Calixto del Corro y José Antonio Cabrera. Para imponer la preeminencia de Buenos Aires, utilizó la excusa del avance de los ejércitos realistas en dirección a San Miguel de Tucumán para proponer el traslado del Congreso a Buenos Aires y trabajara activamente en el logro de ese resultado.
A principios de 1817, el Congreso se trasladó a Buenos Aires, donde Darragueira fue simultáneamente diputado y asesor legal del Director Supremo Pueyrredón.
Falleció afectado por una enfermedad pulmonar en mayo de 1817.
Llevan su nombre la ciudad argentina de Darregueira en el sudoeste de la provincia de Buenos Aires, así como calles de las ciudades de Buenos Aires, Rosario, Valentín Alsina, Banfield,  Mendoza (Argentina) y Boulogne entre otras.